# Sân bay Słupsk-Redzikowo
Sân bay Słupsk-Redzikowo (ICAO: EPSK) là một sân bay dân dụng không sử dụng ở Słupsk (100.000 dân), miền bắc Ba Lan. Sân bay của nó ở Słupsk- Redzikowo, có đường băng dài 7.200 feet, phục vụ các chuyến bay nội địa đến điểm du lịch ven biển nổi tiếng gần biển Baltic. Trong những năm 1980, có các chuyến bay theo lịch trình đến Warsaw và Koszalin, và trước Thế chiến II đến Berlin và Königsberg. Nó bao gồm khoảng 2,5 triệu người trong khu vực lưu vực và nhiều khu nghỉ mát bên bờ biển nổi tiếng. Słupsk tham gia vào dự án "DEAR", dự án hỗ trợ chính quyền địa phương cố gắng hồi sinh các sân bay của mình.

## Lịch sử
Sân bay Stolp-West được mở cửa vào năm 1916 cho không quân Hoàng gia Đức. Sau Hiệp ước Versailles, sân bay được sử dụng làm sân bay dân sự. Nó trở thành một kết nối quan trọng với Đông Phổ, vùng bị tách khỏi lục địa Đức bởi Hành lang Ba Lan. Năm 1921, "Luftverkehrsgesellschaft Pommern" được thành lập, hoạt động từ Stolp-West. Hãng hàng không Đức Deutsche Luft Hansa bắt đầu sử dụng sân bay vào năm 1926. Một nhà chứa máy bay lớn cho sáu máy bay đã được xây dựng. Sân bay đóng vai trò trung gian giữa Berlin, Stettin và Thành phố Tự do Danzig và Königsberg.
Năm 1935, một sân bay mới của không quân Luftwaffe có tên Stolp-Reitz được xây dựng. Trong Thế chiến thứ hai, sân bay này có vai trò như là một căn cứ cho Sturzkampfgeschwader 2 "Immelmann" (Ju 87B) giữa tháng 5 và tháng 9 năm 1939, I./Trägergruppe 186 (Ju 87B) và máy bay ném bom bổ nhào Ju 87B dự định hạ cánh trên tàu sân bay Đức Graf Zeppelin. Vào tháng 1 năm 1940, nó trở thành căn cứ của phi đội thứ hai, thuộc Trường Chiến đấu thứ ba (II. / Jagdfliegerschule 3). Các đơn vị của Jagdgeschwader 54 và Jagdgeschwader 103 đã đóng tại căn cứ này. Sân bay đã bị nổ tung vào ngày 8 tháng 3 năm 1945 ngay trước khi Hồng quân tới khu vực.
Sau Thế chiến thứ hai, nó được Hồng quân sử dụng cho đến năm 1950. Sau đó, tuyến bay thường xuyên tới Katowice, Koszalin, Warsaw và Wrocław đã được thiết lập.

## Cơ sở hạ tầng
Có một tuyến đường sắt đến sân bay có thể được sử dụng cho dịch vụ vận chuyển hành khách.